# Aloja (bebida)
Aloja es el nombre dado a diversos tipos de bebida en España, Argentina, Chile, Bolivia, Paraguay y algunos otros países hispanoamericanos. Dependiendo del lugar del mundo al que se refiera, la aloja puede tener diversas recetas.
La etimología de la palabra, pese a que la primera sílaba de la palabra sugiere un origen arábico, pasó al español desde el griego (ἀλόη (halóé), ὀξεῖα (óxia)= áloe agrio) a través de la transcripción latina: aloxia.[cita requerida]

## Argentina
La forma más común de aloja es una bebida alcohólica preparada por la "algarroba" o "algarrobo" (Prosopis alba o Prosopis nigra). Se elabora mediante un proceso rudimentario que consiste en colocar en un recipiente cerrado este fruto con agua pura, aproximadamente cinco algarrobas maduras, medianas por cada litro de agua. Basta con partir en dos partes cada algarroba para un correcto proceso de fermentación. También puede agregarse un poco de azúcar, pero desvirtúa el sabor final de la bebida.
Colocado el recipiente en un ambiente oscuro por un periodo de aproximadamente 4 días se genera el suficiente grado etílico para convertirla en una bebida de sabor muy agradable. Cuanto más tiempo se deje el preparado mayor es la graduación alcohólica que alcanza, por lo que no es recomendable dejar por más de dos semanas el preparado, que suele adquirir color anaranjado. Alcanzada la graduación deseada, se extraen las algarrobas y puede conservarse refrigerado.
Es una bebida típica del norte y de la región Chaqueña de Argentina, lugares donde abundan los algarrobos. Hasta los años 1960 era común la venta de aloja en quioscos (despachos callejeros) especiales ubicados en las plazas de ciudades como San Miguel de Tucumán, los quioscos de aloja eran estructuras metálicas que por su forma solían ser llamadas "campanas".
Existen otras variantes de aloja según el ingrediente principal que se utiliza, por ejemplo: aloja de maní, maíz etc.
Es de notar que con una preparación semejante aunque sin que llegue a fermentar o con una fermentación tan leve que la graduación alcohólica sea de <1° se produce una bebida refrescante llamada añapa.
En Argentina se usa también la aloja de tipo español, que se prepara solo con agua, especias y miel  es llamada aloja de miel.

## Chile
Una bebida tradicional en Chile, es la aloja de culén (Otholobium glandulosum). También se usa en la preparación del “ponche  de culén,” una bebida espirituosa  tradicional que se elabora para celebrar Navidad y año nuevo: palitos frescos y descortezados de culén se hierven en agua, se cuelan, y con el líquido y azúcar se hace un almíbar, al que se añade aguardiente una vez que está frío.
En la localidad de San Pedro de Atacama, Región de Antofagasta, el pueblo indígena lickanantai  (atacamas o, atacameños) prepara una bebida  alcohólica fermentada a base de agua y frutos de algarrobo criollo (Prosophis alba) que los españoles cuando llegaron a la región, lo llamaron aloja. Sin embargo el nombre en lenguaje kunza  es ckilapana   (Vaisse et al., 1896).  La ckilapana  hoy se utiliza principalmente en actividades tradicionales de las labores agrícolas-ganaderas como la limpia de canales, las mingas  de siembra y trillas, “floreamiento” de ganado auquénido, etc. Sin embargo, no existen documentos de estudios de esta bebida, solo reseñas históricas de aquellos que visitaron la zona de San Pedro de Atacama en el siglo XIX.

## España

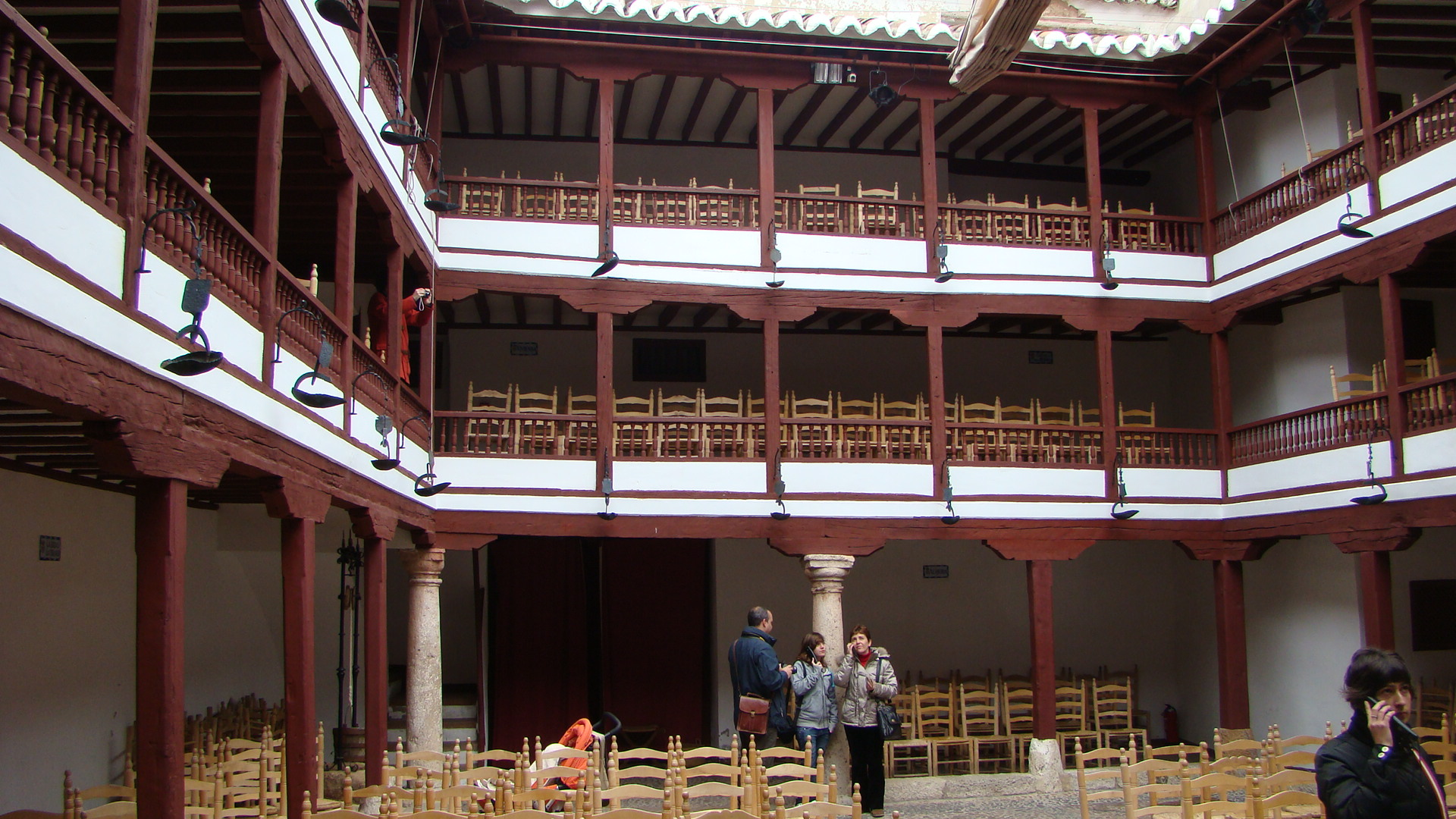
Patio del Corral de comedias de Almagro. Al fondo, se situaban los "alojeros".

Se llamaba aloja a una bebida que era servida en los corrales de comedias en los siglos XVI y XVII. Estaba compuesta de agua, levadura, miel, limón, jengibre y especias (como canela , pimienta blanca, clavo o nuez), todo ello cocido durante diez horas y luego enfriado, y era vendida en los alojeros, cuando había función. Es probable que esta bebida en principio analcohólica (no alcohólica) fuera posteriormente mezclada con vino, burlando la legislación.
Los alojeros se situaban en la galería baja, en la zona inmediata al zaguán de entrada al corral, en el porche situado al fondo del patio; ese espacio fue más tarde ocupado por los llamados "palcos alojeros".